# 포드 극장

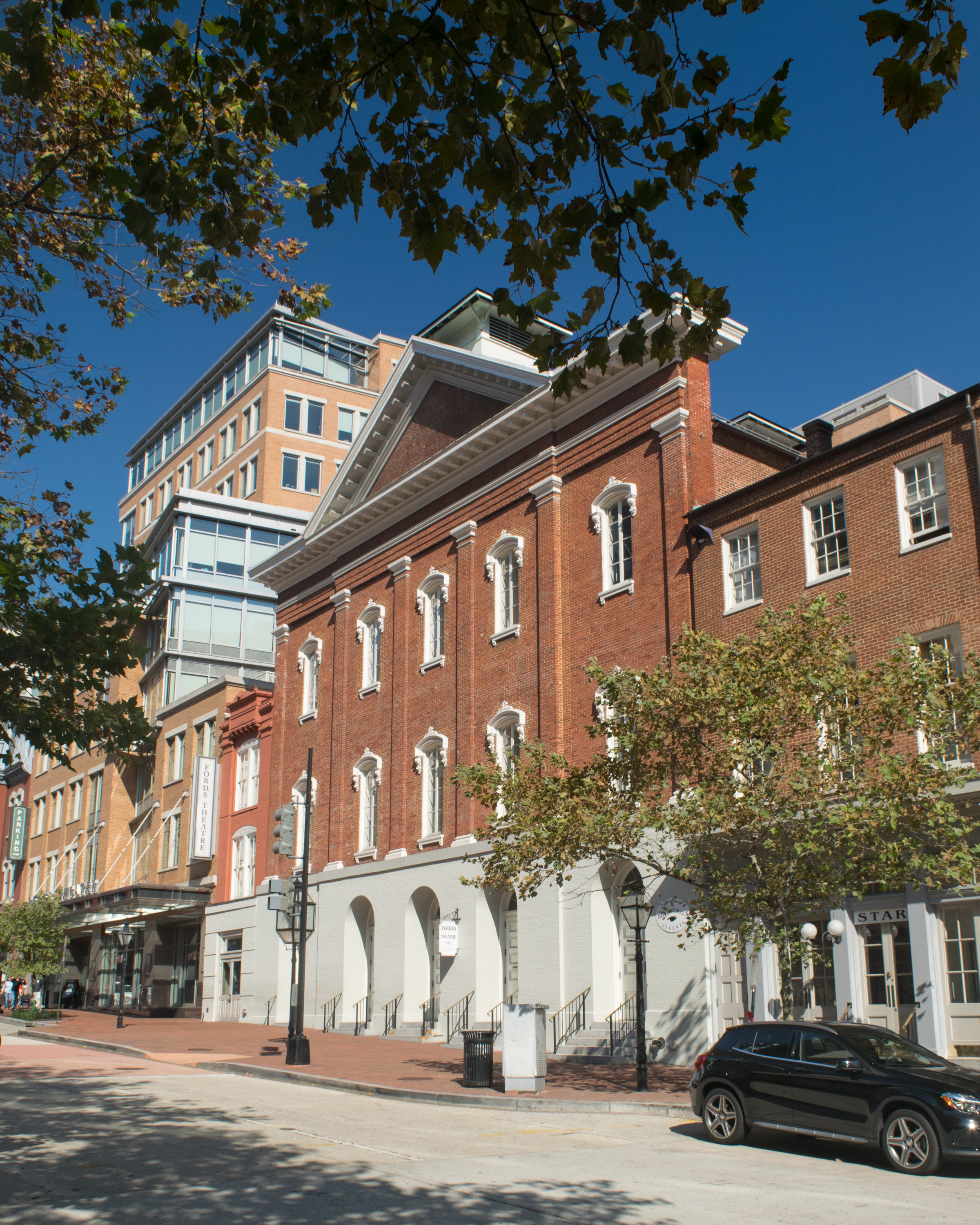
포드 극장의 외관

포드 극장(영어: Ford's Theatre)은 미국 워싱턴 DC에 있는 극장의 명칭이다. 워싱턴 DC의 10번가 511번지, NW에 위치한 극장으로 각종 엔터테인먼트에 사용된다. 극장은 1865년 4월 14일 당시 미합중국 제16대 대통령이었던 에이브러햄 링컨 대통령 암살 사건의 암살 현장으로 이용되어 일약 유명세를 탔다. 저격수에게 머리에 치명상을 입은 후 링컨 대통령은 멀리 떨어진 피터슨 하우스라는 민가로 옮겨져 다음날 아침에 숨을 거뒀다. 이 극장과 피터슨 하우스는 함께 ‘포드 극장 국립 사적지’로 보존되고 있다.

## 연혁
극장의 위치는 원래는 1833년에 처음 워싱턴 DC의 침례교회로 건설된 교회의 거점이었다. 교회의 권리를 명도 후 1861년, 존 T. 포드가 소유권을 인수하고 극장으로 개조했다. 처음에는 극장을 "포드 문예 진흥관"이라고 칭했다. 건물은 1862년에 화재로 내부가 전소되는 사고를 겪었다.
그러나 이듬해 1863년 8월에 "포드 극장"(Ford's Theatre)으로 2,400명을 수용할 수 있는 규모로 개축, 개장했다.

## 같이 보기
- 링컨 기념관
- 러시모어산